# Tobie Steinhouse
 (décembre 2021).
La mise en forme du texte ne suit pas les recommandations de Wikipédia : il faut le « wikifier ».
Les points d'amélioration suivants sont les cas les plus fréquents. Le détail des points à revoir est peut-être précisé sur la page de discussion.
- Les titres sont pré-formatés par le logiciel. Ils ne sont ni en capitales, ni en gras.
- Le texte ne doit pas être écrit en capitales (les noms de famille non plus), ni en gras, ni en italique, ni en « petit »…
- Le gras n'est utilisé que pour surligner le titre de l'article dans l'introduction, une seule fois.
- L'italique est rarement utilisé : mots en langue étrangère, titres d'œuvres, noms de bateaux, etc.
- Les citations ne sont pas en italique mais en corps de texte normal. Elles sont entourées par des guillemets français : « et ».
- Les listes à puces sont à éviter, des paragraphes rédigés étant largement préférés. Les tableaux sont à réserver à la présentation de données structurées (résultats, etc.).
- Les appels de note de bas de page (petits chiffres en exposant, introduits par l'outil «  Source ») sont à placer entre la fin de phrase et le point final[comme ça].
- Les liens internes (vers d'autres articles de Wikipédia) sont à choisir avec parcimonie. Créez des liens vers des articles approfondissant le sujet. Les termes génériques sans rapport avec le sujet sont à éviter, ainsi que les répétitions de liens vers un même terme.
- Les liens externes sont à placer uniquement dans une section « Liens externes », à la fin de l'article. Ces liens sont à choisir avec parcimonie suivant les règles définies. Si un lien sert de source à l'article, son insertion dans le texte est à faire par les notes de bas de page.
- La présentation des références doit suivre les conventions bibliographiques. Il est recommandé d'utiliser les modèles {{Ouvrage}}, {{Chapitre}}, {{Article}}, {{Lien web}} et/ou {{Bibliographie}}. Le mode d'édition visuel peut mettre en forme automatiquement les références.
- Insérer une infobox (cadre d'informations à droite) n'est pas obligatoire pour parachever la mise en page.

Pour une aide détaillée, merci de consulter Aide:Wikification.
Si vous pensez que ces points ont été résolus, vous pouvez retirer ce bandeau et améliorer la mise en forme d'un autre article.
Tobie Steinhouse (née le 1er avril 1925 à Montréal) est une peintre, dessinatrice et graveuse canadienne.

## Biographie

### Jeunesse et formation
Elle naît le 1er avril 1925 à Montréal au Québec, de parents juifs roumains. Elle grandit dans le quartier du Mile-End à Montréal et fréquente l'école secondaire Baron Byng, où elle étudie sous la direction d'Anne Savage, une peintre canadienne et membre fondatrice acclamée du Canadian Group of Painters.
Tobie Steinhouse obtient son diplôme en dessin technique à l'Université Sir George-Williams de Montréal, devenue aujourd’hui l'Université Concordia. Après l’obtention de son diplôme, elle est embauchée comme dessinatrice, en vue de concevoir des modèles d'avions de guerre Anson, de 1944 à 1945. Pendant cette période, elle travaille aussi pour l'Aviation royale canadienne comme illustratrice des manuels. À la fin de la guerre, Steinhouse obtient une bourse pour étudier à la célèbre école d'art Art Students League, de New York. Après avoir obtenu son diplôme, elle se rend à Paris, en France, pour poursuivre ses études à l'École des Beaux-Arts.

### Carrière artistique
Après ses études à l'École des Beaux-Arts de Paris, plusieurs galeries d'art françaises réputées commencent à présenter ses œuvres, notamment le Salon de l'Art Libre, le Salon d'Automne et le Salon de la Jeune Peinture. Sa première exposition personnelle a lieu en 1957 à la Galerie Lara Vincy. Peu après cette exposition, Tobie travaille dans l'atelier du peintre abstrait Arpad Szenes. En 1961, Steinhouse commence à travailler à l'Atelier 17 avec Stanley William Hayter, connu aujourd'hui comme l'un des graveurs les plus importants du XXe siècle. Après son séjour à Paris, Steinhouse revient à Montréal avec son mari. Elle devient membre fondateur de L'atelier Libre de Recherches Graphiques et de La Guilde Graphique.En outre, Steinhouse devient présidente du Canadian Group of Painters en 1967, et en 1972 elle est élue à l'Académie royale des arts du Canada. Parmi ces distinctions, il faut aussi mentionner le prix Sterling Trust décerné par la Société des peintres-graveurs canadiens, la médaille du Centenaire du Canada en 1967 et l'attribution d'achat de l'Institut Thomas More en 1999. Au cours de sa carrière, elle a enseigné la gravure à l'Université McGill et elle a étudié la calligraphie japonaise avec Hiroko Okata. Pour elle, la calligraphie crée un espace serein, où les artistes peuvent étudier la relation entre le regard et l'action. Pour ses œuvres calligraphiques elle reçoit des prix lors du concours de l'Exposition internationale de calligraphie japonaise, qui s'est tenu au Musée d'Art métropolitain de Tokyo. Ses expositions individuelles font partie des expositions internationales, comme les Biennales des arts graphiques en Europe, au Chili, au Venezuela et aux États-Unis, pour en mentionner quelques-unes. De 2001 à 2009, elle a continué à recevoir des éloges et des prix au concours de l'Exposition internationale de calligraphie japonaise au Musée d'Art métropolitain de Tokyo. Stewart Hall en Pointe-Claire, ainsi que la Galerie Jean-Claude Bergeron à Ottawa organise une exposition de ses œuvres en 2015.

### Vie privée
En 1947, Tobie Thelma Davis se marie avec le romancier aussi bien que producteur et directeur général de la CBC, Herbert Steinhouse. Ils se rencontrèrent tandis qu’elle étudiait à la Art Students League de New York. « C’était vraiment un rencontre fortuit […], mais ce fut le coup de foudre et nous nous sommes mariés quelques mois plus tard » se souvient-elle.
À l’époque, Herbert faisait du volontariat pour l’Administration des Nations unies pour le secours et la reconstruction et il faisait son master à la The New School for Social Research. Pendant qu’ils étaient à Paris, Herbert bénéficiait d’une subvention du Conseil des Arts du Canada pour écrire un livre.
Le couple a deux fils ensemble : Stephan et Adam.
Maintenant, Tobie habite à Westmount à Montréal, Québec. Tobie est connue pour avoir une voix calme à cause d’un accident subi en enseignant la gravure à l'Université McGill : une de ses étudiantes a accidentellement versé de l'acide directement sur une assiette sans la diluer, ce qui lui a causé des dommages à la gorge. Enfin, ces dommages ont été exacerbés par l’utilisation d’acides forts dans le processus de gravure.

## Œuvre

### Principales influences

#### Anne Savage
La vision moderne de l’art et du monde artistique d’Anne Savage a beaucoup inspiré Tobie Steinhouse ; elle était particulièrement inspirée par les poursuites progressives d’Anne en ce qui concerne l’indépendance féminine et la réputation féminine dans la sphère artistique dominée par les hommes.Par exemple, Savage s’impliquait dans la Beaver Hall Group- un collectif d’art entièrement féminin qui vise à une « nouvelle sorte d’art ». Selon Steinhouse, ceci a démontré « la façon moderne de regarder » inspirante de Savage qui a informé l’art de Steinhouse. De plus, Savage s’impliquait dans Les Fammeuses- une spectacle-bénéfice d’art composée entièrement des femmes sous l’égide de Savage en 1999. Au début, cette spectacle avait pour but non seulement de mettre en valeur des artistes féminins établis et fournir une plateforme aux artistes féminins prometteurs mais aussi de collecter des fonds pour les femmes et les enfants qui ont été victimes de violence domestique. Elle a commencé en 1986 comme un petit événement qui a accueilli 300 visiteurs. Cependant, depuis la première spectacle, elle est devenue une spectacle très réputée qui collectent des dizaines de milliers de dollars et qui attire des milliers de personnes pour soutenir les artistes féminins et les femmes de la communauté en général qui sont dans le besoin. Steinhouse repense à sa participation dans cette spectacle avec reconnaissance et tendresse. Plus tard, Anne Savage est devenue une amie chère de Tobie et elle est la marraine de son fils.

#### Stanley William Hayter
Quand elle travaillait à l’Atelier 17 (l'atelier de Stanley William Hayter) de 1961 à 1962, Steinhouse a été exposée à beaucoup d’artistes y compris Pablo Picasso et Joan Miró, ainsi que d’autres artistes de Japon, Amérique du Sur, Allemagne et Italie. Cette diversité culturelle, ainsi que l’importance accordée par Hayter sur l’expérimentation et le travail rapide a signifié que cette période était celle du développement artistique immense pour Steinhouse. C’était à l’Atelier 17 où Steinhouse a découvert la gravure en creux, une technique ardue développée par Steinhouse lui-même qui permet l’application de plusieurs couleurs sur une plaque métallique dans le même temps. Steinhouse a trouvé le processus de la gravure en creux un défi physique mais, malgré cela, elle était passionnée par la matière. Par conséquent, elle s’est dédiée pendant plusieurs mois à soulever les plaques, à se charger de la presse et à travailler d’une façon précise avec les produits chimiques. En dépit du fait qu’elle était versée dans la peinture à l’huile et l’aquarelle à l’époque, la gravure en creux est devenue la matière préférée de Steinhouse et a été utilisée pour créer certains des œuvres les plus connues.

### Style
Steinhouse utilise des rouleaux légers de neuf kilogrammes, chacun séparément, car la gravure ne permet pas de soulever des rouleaux plus lourds. La gravure est le moyen d'expression préféré de Steinhouse, bien qu'elle utilise aussi l'aquarelle et la peinture à l'huile. Son travail utilise généralement une palette de couleurs chaudes et a été décrit comme pâle, multicouche, abstrait et très texturé, avec une douceur que l'on retrouve dans les peintures impressionnistes françaises. Le verre givré et les tempêtes de neige sont des motifs canadiens qui font à présent une partie de son style. Les motifs courants de son travail sont les paysages, les maisons et les objets domestiques ; qui évoquent la mémoire et l'éphémère de la vie quotidienne. Elle utilise souvent des images prises dans son environnement immédiat, comme la fenêtre de sa maison. Elle est aussi fortement inspirée par la lumière naturelle. Elle est sensible à ses variations selon l'heure du jour et le lieu, ainsi qu'à la poésie. Par exemple, Steinhouse a utilisé Into My Green World de Miriam Waddington comme source d'inspiration pour certaines de ses pièces, qui mettent l'accent sur la beauté de la nature comme antidote à la laideur de la vie urbaine moderne. Dans ses dernières années, elle s'est intéressée à la calligraphie japonaise et travaille fréquemment avec l'École de calligraphie japonaise du Québec.

## Distinctions et honneurs
Tobie Steinhouse a reçu de nombreux prix et distinctions,.
- 1967: Le prix Jessie Dow pour l'art graphique
- 1967: Le Sterling Trust Award de La Société des peintres-graveurs canadiens
- 1967: La Médaille du centenaire du Canada
- 1972: Élue à l'Académie royale des arts du Canada
- 1999: Le Purchase Award du Thomas More Institute
- 2001-9: Le concours de l'exposition internationale de calligraphie japonaise au Musée d'Art métropolitain de Tokyo

## Expositions
L'art de Tobie est mondialement reconnu. Au cours de ses premières années d'études à Paris, elle a tenu des expositions dans de nombreux salons, notamment dans le Salon d'automne, le Salon de la Jeune Peinture et le Salon de L'Art Libre. Elle a eu sa première exposition solo à la Galerie Lara Vincy en 1957. Elle a participé à de prestigieuses biennales internationales de gravure au Chili, en Angleterre, en Écosse, au Venezuela, en Italie, en Suisse et aux États-Unis. De plus, son travail est présenté à la Confederation Centre Art Gallery, au ministère des Affaires extérieures du Canada, au Musée des beaux-arts de Winnipeg, à l'ambassade du Canada à Moscou, à la McMicheal Canadian Art Collection, au Musée des beaux-arts de Montréal, au Musée d'art contemporain de Montréal et au Musée des beaux-arts du Canada. Les œuvres de Steinhouse ont également été exposées à Rio Tinto Alcan et à Air Canada. Récemment, une rétrospective majeure de Tobie a eu lieu au Stewart Hall à Pointe-Claire en 2012, et la Galerie Jean-Claude Bergerona présenté une exposition de ses œuvres en 2015.

## Déclaration d'artiste
« Faire qu'une simple plaque de métal prenne vie, se mettre au défi de lui conférer un sens et un climat individuel à l'aide de la couleur, de la forme, du contenu - voilà ce qui me fascine. J'adore la gravure. Elle me captive. Bien sûre, je fais toujours de l'aquarelle ou du dessin ou peinture à l'huile mais encore et encore, je reviens à l'eau forte. Pour moi, la poésie est fondamentale ; c'est une façon de communiquer les visions intérieures. Elle laisse vagabonder mes rêveries et elle crée un monde de profonde sérénité où mes pensées se réfugient. Qu'importent les tendances ou les modes d'une époque ! Pour l'artiste, il n'existe qu'une seule vérité ; être honnête avec soi-même. C'est une philosophie à laquelle on parvient avec la pratique du métier, la maturité, l'expérience de la vie et une sensibilité personnelle qui permet d'y trouver un sens ».